# Аккуедольчі
Аккуедольчі (італ. Acquedolci, сиц. Acquiduci) — муніципалітет в Італії, у регіоні Сицилія, метрополійне місто Мессіна.
Аккуедольчі розташоване на відстані близько 470 км на південний схід від Рима, 110 км на схід від Палермо, 90 км на захід від Мессіни.
Населення — 5769 осіб (2014).

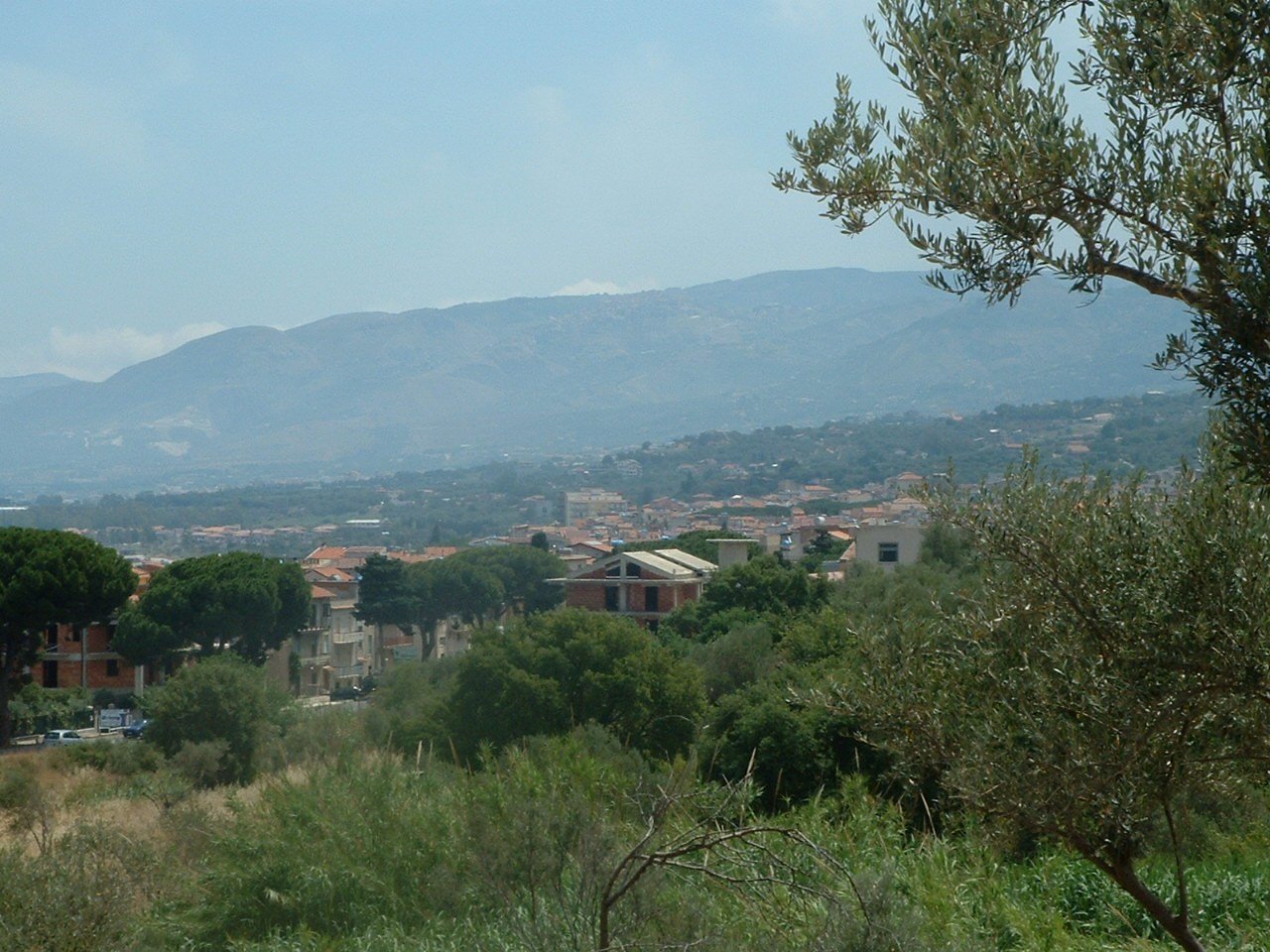

Щорічний фестиваль відбувається 4 квітня. Покровитель — San Benedetto il Moro.

## Демографія
Населення за роками:

Станом на 1 січня 2023 року в муніципалітеті офіційно проживало 149 іноземців з 18 країн, серед них 38 громадян країн Євросоюзу та 14 громадян України.

## Сусідні муніципалітети
- Каронія
- Сан-Фрателло
- Сант'Агата-ді-Мілітелло